# Nekrolog 4. Quartal 1939
Nekrolog
◄◄
| ◄
| 1935
| 1936
| 1937
| 1938
| 1939 | 1940 | 1941 | 1942 | 1943 | ► | ►►
1. Quartal |
2. Quartal |
3. Quartal |
4. Quartal 1939
Weitere Ereignisse | Allgemeiner Nekrolog 1939
Die Beschreibung der verstorbenen Person sollte so kurz wie möglich gehalten sein und nur deren signifikante Tätigkeit(en) enthalten.
Neue Namen ggf. auch unter dem Geburts- und Sterbedatum, also etwa unter 1. Januar und im Geburts- und Sterbejahr (2024) eintragen (nur bei entsprechender großer Wichtigkeit). Für Beispiele siehe die schon vorhandenen Artikel.
Außerdem über die fünf zuletzt Verstorbenen, zu denen es einen ausreichend guten Artikel für eine Präsentation auf der Hauptseite gibt, nach der todesbedingten Überarbeitung der Artikel ggf. auch unter Wikipedia Diskussion:Hauptseite informieren und sie am besten auch in den anderen Wikipedia-Sprachversionen eintragen. Tipp: Regelmäßig bei news.google.de nach „ist tot“, „gestorben“ oder „verstorben“ suchen.
Wenn eine Person gestorben ist, gibt es viele Seiten zu dieser Person in der Wikipedia, die davon auch betroffen sind und entsprechend aktualisiert werden müssen. Beispiele: Namenübersichtsseite, Geburtsjahr, Geburtsort-Seiten und viele mehr.
Wie finde ich die betroffenen Seiten?
Im Suchfeld auf der linken Seite gibt man den Suchbegriff so ein: „Vorname Nachname“. Dann klickt man auf Volltext und alle Seiten mit entsprechendem Suchtext werden aufgerufen. Hier sieht man dann schnell, wo auch das Todesjahr Sinn macht oder sogar ein Teil des Artikels angepasst werden muss. Auch hilft das „Werkzeug“ auf der linken Seite sehr gut, um solche Seiten aufzufinden: „Links auf diese Seite“. Somit ist die Wikipedia wieder aktuell in allen Bereichen! Hinweis: bei Eintragung der Kategorie „Gestorben JAHR“ wird der Missbrauchsfilter 49 ausgelöst, was jedoch nicht schlimm ist. Siehe: Spezial:Missbrauchsfilter/49
Dies ist eine Liste von im vierten Quartal 1939 verstorbenen bekannten Persönlichkeiten. Die Einträge erfolgen innerhalb der einzelnen Daten alphabetisch sortiert. Tiere sind im Nekrolog für Tiere zu finden.

## Oktober
| Tag         | Name                                | Beruf, bekannt als                                                                                 | Alter | Beleg |
| ----------- | ----------------------------------- | -------------------------------------------------------------------------------------------------- | ----- | ----- |
| 1. Oktober  | Hans Gäfgen                         | deutscher Lyriker und Schriftsteller                                                               | 45    |       |
| 1. Oktober  | Ludwig Steinberg                    | Polizeipräsident in Frankfurt am Main                                                              | 55    |       |
| 2. Oktober  | Martin Elsas                        | deutscher Kaufmann und Unternehmer                                                                 | 67    |       |
| 2. Oktober  | George Mundelein                    | US-amerikanischer Geistlicher, katholischer Erzbischof und Kardinal                                | 67    |       |
| 2. Oktober  | Wiktor Dmitrijewitsch Samirailo     | ukrainisch-russisch-sowjetischer Maler, Buchillustrator und Bühnenbildner                          | 70    |       |
| 2. Oktober  | Robert Schulte                      | deutscher Politiker (WP), MdR                                                                      | 55    |       |
| 2. Oktober  | Augustus John Schwertner            | US-amerikanischer Geistlicher, Bischof von Wichita                                                 | 68    |       |
| 2. Oktober  | Johann Staud                        | österreichischer Politiker                                                                         | 57    |       |
| 3. Oktober  | Marcel Buysse                       | belgischer Radrennfahrer                                                                           | 49    |       |
| 3. Oktober  | Josef Goth                          | österreichisch-tschechoslowakischer Gewerkschafter und Politiker                                   | 68    |       |
| 3. Oktober  | Marvel M. Logan                     | US-amerikanischer Politiker                                                                        | 65    |       |
| 3. Oktober  | Heinrich Sahm                       | Danziger Politiker                                                                                 | 62    |       |
| 4. Oktober  | Ludvig Collijn                      | schwedischer Schachautor und Schachfunktionär                                                      | 60    |       |
| 4. Oktober  | Elmer L. Fulton                     | US-amerikanischer Politiker                                                                        | 74    |       |
| 4. Oktober  | Carl Richard Gneist                 | deutscher Diplomat                                                                                 | 71    |       |
| 5. Oktober  | Jan Klimek                          | polnischer Postbeamter und Opfer der NS-Militärjustiz                                              | 50    |       |
| 6. Oktober  | Robert Arnold Fritzsche             | deutscher Bibliothekar                                                                             | 71    |       |
| 6. Oktober  | Johann Heinrich von Bernstorff      | deutscher Diplomat und Politiker (DDP), MdR                                                        | 76    |       |
| 6. Oktober  | Giulio Gavotti                      | italienischer Leutnant, Pilot und Luftfahrtpionier                                                 | 56    |       |
| 6. Oktober  | Hermann Hildebrand                  | deutscher Politiker (DDP), MdBB, Bremer Bürgermeister und Senator                                  | 90    |       |
| 6. Oktober  | Hans Horst Meyer                    | deutscher Arzt und Pharmakologe                                                                    | 86    |       |
| 7. Oktober  | Harvey Cushing                      | US-amerikanischer Neurologe und Chirurg                                                            | 70    |       |
| 8. Oktober  | Joseph Choffat                      | Schweizer Diplomat und Jurist                                                                      | 73    |       |
| 8. Oktober  | Hermann Lindenschmit                | deutscher Maler                                                                                    | 82    |       |
| 8. Oktober  | Jiří Stibral                        | tschechischer Architekt und Designer                                                               | 80    |       |
| 9. Oktober  | Gottfried Kentenich                 | deutscher Historiker und Bibliothekar                                                              | 66    |       |
| 9. Oktober  | Michael Schnabrich                  | deutscher Politiker (SPD), MdR                                                                     | 59    |       |
| 10. Oktober | Arno Eugen Fritsche                 | deutscher Architekt                                                                                | 81    |       |
| 11. Oktober | John Dietz                          | US-amerikanischer Sportschütze                                                                     | 68    |       |
| 11. Oktober | Joseph Wilfrid Dwyer                | australischer Geistlicher, römisch-katholischer Bischof von Wagga Wagga                            | 69    |       |
| 11. Oktober | Hans Hartl                          | böhmischer Politiker und Mathematiker, Reichsratsabgeordneter                                      | 81    |       |
| 13. Oktober | Karl Theodor Boehme                 | deutscher Marine- und Landschaftsmaler                                                             | 73    |       |
| 13. Oktober | Max Hellmann                        | deutscher Rechtsanwalt                                                                             | 55    |       |
| 13. Oktober | Ford Sterling                       | US-amerikanischer Schauspieler und Filmregisseur                                                   | 55    |       |
| 13. Oktober | Johann Zwanzger                     | österreichischer Politiker (SPÖ), Abgeordneter zum Nationalrat                                     | 75    |       |
| 14. Oktober | Óscar Alfaro                        | chilenischer Fußballspieler                                                                        | 35    |       |
| 14. Oktober | Friedrich Simon Archenhold          | deutscher Astronom und Mitbegründer der nach ihm benannten Archenhold-Sternwarte in Berlin-Treptow | 78    |       |
| 14. Oktober | Odilon Fages                        | französischer Geistlicher, Apostolischer Vikar von Orange River                                    | 63    |       |
| 14. Oktober | Jean-José Frappa                    | französischer Filmkritiker, Journalist und Schriftsteller                                          | 57    |       |
| 14. Oktober | Hans von Gierke                     | deutscher Gutsbesitzer, polnischer Gutsbesitzer                                                    | 44    |       |
| 14. Oktober | Paul de Gruyter                     | deutscher Unternehmer und Kommunalpolitiker                                                        | 73    |       |
| 14. Oktober | Adolf Jellouschegg                  | österreichischer Opernsänger (Bass-Bariton)                                                        | 65    |       |
| 14. Oktober | Polaire                             | algerisch-französische Ballett-Tänzerin, Sängerin und Schauspielerin                               | 65    |       |
| 15. Oktober | Robert Haab                         | Schweizer Politiker (FDP)                                                                          | 74    |       |
| 15. Oktober | Hubert Netzer                       | deutscher Bildhauer und Hochschullehrer                                                            | 74    |       |
| 16. Oktober | Franz Best                          | deutscher Politiker (NLP); Landtagsabgeordneter des Großherzogtums Hessen                          | 86    |       |
| 16. Oktober | Max Bezner                          | deutscher Bildhauer und Landschaftsmaler                                                           | 67    |       |
| 16. Oktober | Julius Exter                        | deutscher Maler und Bildhauer                                                                      | 76    |       |
| 16. Oktober | Charlotte Maxeke                    | südafrikanische Aktivistin                                                                         |       |       |
| 16. Oktober | Ludolf Nielsen                      | dänischer Komponist                                                                                | 63    |       |
| 16. Oktober | Stephan Sarkotić von Lovćen         | österreichischer Generaloberst                                                                     | 81    |       |
| 17. Oktober | Petras Avižonis                     | litauischer Augenarzt                                                                              | 64    |       |
| 17. Oktober | Elioth Gruner                       | australischer Maler                                                                                | 56    |       |
| 17. Oktober | William Jackson Pope                | englischer Chemiker                                                                                | 68    |       |
| 18. Oktober | Casemiro do Amaral                  | brasilianischer Fußballnationalspieler                                                             | 47    |       |
| 18. Oktober | Charles M. Schwab                   | US-amerikanischer Industrieller                                                                    | 77    |       |
| 18. Oktober | Emanuel Weidenhoffer                | österreichischer Politiker (CSP), Abgeordneter zum Nationalrat                                     | 65    |       |
| 19. Oktober | Heinrich Brauns                     | deutscher Politiker (Zentrum), MdR                                                                 | 71    |       |
| 19. Oktober | Marie Renard                        | österreichische Opernsängerin                                                                      | 75    |       |
| 19. Oktober | Sergei Michailowitsch Schirokogorow | russischer Ethnograph und Anthropologe                                                             | 52    |       |
| 19. Oktober | Wilhelm von Wedel                   | deutscher Polizeipräsident und SS-Brigadeführer                                                    | 47    |       |
| 20. Oktober | Maksymilian Raszeja                 | polnischer katholischer Theologe                                                                   | 50    |       |
| 20. Oktober | Otto Siffling                       | deutscher Fußballspieler                                                                           | 27    |       |
| 21. Oktober | Carl Heydemann                      | deutscher Jurist, Oberbürgermeister von Stralsund                                                  | 61    |       |
| 21. Oktober | Ulrich Peters                       | deutscher Pädagoge                                                                                 | 61    |       |
| 21. Oktober | Fred S. Purnell                     | US-amerikanischer Politiker                                                                        | 56    |       |
| 21. Oktober | Wilhelm Wloch                       | deutscher Kommunist                                                                                | 42    |       |
| 21. Oktober | Robert Zollinger                    | Schweizer Architekt                                                                                | 81    |       |
| 22. Oktober | Wilhelm Boltz                       | deutscher Politiker (NSDAP), MdHB, MdR, Polizeipräsident                                           | 53    |       |
| 22. Oktober | Jean Douarinou                      | französischer Autorennfahrer                                                                       | 51    |       |
| 22. Oktober | Oleksandr Lotozkyj                  | ukrainischer Kirchenhistoriker, Ökonom, Schriftsteller, Publizist, Diplomat und Politiker          | 69    |       |
| 22. Oktober | Herbert Paulmüller                  | deutscher Schauspieler                                                                             | 80    |       |
| 22. Oktober | Friedrich Karl Werner               | Gründer der nach ihm benannten Fritz Werner Werkzeugmaschinenfabrik                                | 74    |       |
| 23. Oktober | Herbert Fischer                     | deutscher Offizier, zuletzt General der Infanterie                                                 | 57    |       |
| 23. Oktober | Zane Grey                           | amerikanischer Schriftsteller                                                                      | 67    |       |
| 23. Oktober | Theodor Niemeyer                    | deutscher Völkerrechtler und Hochschullehrer                                                       | 82    |       |
| 24. Oktober | Joachim Albrecht Prinz von Preußen  | preußischer Offizier, Komponist und Angehöriger des Hauses Hohenzollern                            | 63    |       |
| 24. Oktober | Gottlieb Storz                      | deutscher Brauer in den USA                                                                        | 87    |       |
| 24. Oktober | James Wickersham                    | US-amerikanischer Politiker                                                                        | 82    |       |
| 25. Oktober | Caroline Armington                  | kanadische Malerin und Druckgrafikerin                                                             | 64    |       |
| 25. Oktober | Maximilian Attems-Gilleis           | österreichischer Gutsbesitzer und Politiker                                                        | 80    |       |
| 25. Oktober | Curt von Einem                      | deutscher Offizier, zuletzt Generalmajor                                                           | 58    |       |
| 25. Oktober | Anton von Eiselsberg                | österreichischer Chirurg                                                                           | 79    |       |
| 25. Oktober | Georges Goyau                       | französischer Religionshistoriker und Essayist                                                     | 70    |       |
| 25. Oktober | Peter Graßmann                      | deutscher Gewerkschafter und Politiker (SPD), MdR                                                  | 66    |       |
| 25. Oktober | Franz Loewinson-Lessing             | russischer Geologe und Petrologe                                                                   | 78    |       |
| 26. Oktober | Ferdinand Bender                    | deutscher Anarchist und Politiker (SPD), MdR                                                       | 69    |       |
| 26. Oktober | Eaton J. Bowers                     | US-amerikanischer Politiker                                                                        | 74    |       |
| 26. Oktober | Franz Pillmayer                     | deutscher Politiker (NSDAP), MdR                                                                   | 42    |       |
| 26. Oktober | Viktor von Randow                   | preußischer Generalleutnant                                                                        | 83    |       |
| 27. Oktober | Rudolf Cronau                       | deutscher Journalist und Maler                                                                     | 84    |       |
| 27. Oktober | Aladár Hornyánszky                  | ungarisch-slowakischer Hebraist, evangelischer Theologe, Hochschullehrer und Übersetzer            | 66    |       |
| 27. Oktober | Hans Lommel                         | deutscher Politiker (NSDAP), MdR                                                                   | 64    |       |
| 27. Oktober | Louis Eugène Roy                    | Präsident von Haiti                                                                                |       |       |
| 27. Oktober | Piotr Sosnowski                     | polnischer katholischer Priester                                                                   | 40    |       |
| 28. Oktober | Carl Georg Barth                    | US-amerikanischer Mathematiker und Ingenieur                                                       | 79    |       |
| 28. Oktober | Alice Brady                         | US-amerikanische Schauspielerin                                                                    | 46    |       |
| 28. Oktober | Thomas F. Terrell                   | US-amerikanischer Politiker                                                                        | 73    |       |
| 29. Oktober | Chester C. Bolton                   | US-amerikanischer Politiker (Republikanische Partei)                                               | 57    |       |
| 29. Oktober | Ernst Busemann                      | deutscher Unternehmer                                                                              | 62    |       |
| 29. Oktober | Paul Albert Katscherowski           | deutscher römisch-katholischer Geistlicher und Märtyrer                                            | 47    |       |
| 29. Oktober | Albrecht Herzog von Württemberg     | deutscher Adliger, Heeresführer im Ersten Weltkrieg                                                | 73    |       |
| 30. Oktober | Conrad Poul Emil Brummerstedt       | dänischer Kaufmann                                                                                 | 82    |       |
| 30. Oktober | Roswell K. Colcord                  | US-amerikanischer Politiker                                                                        | 100   |       |
| 31. Oktober | Arnold Amsinck                      | deutscher Unternehmer                                                                              | 67    |       |
| 31. Oktober | Otto Rank                           | österreichischer Psychoanalytiker                                                                  | 55    |       |
| 31. Oktober | Wilhelm Widmann                     | deutscher Kirchenmusiker und Domkapellmeister                                                      | 81    |       |

## November
| Tag          | Name                                | Beruf, bekannt als                                                                                     | Alter | Beleg |
| ------------ | ----------------------------------- | --- | ----- | ----- |
| 1. November  | Kálmán Darányi                      | ungarischer Politiker, Mitglied des Parlaments und Premierminister (1936–1938)                         | 53    |       |
| 1. November  | Claude Gillingwater                 | US-amerikanischer Schauspieler                                                                         | 69    |       |
| 1. November  | Edmund Jankowski                    | polnischer Ruderer                                                                                     | 36    |       |
| 1. November  | Ralph Watrous                       | US-amerikanischer Politiker                                                                            | 73    |       |
| 1. November  | Charles Weinberger                  | österreichischer Komponist                                                                             | 78    |       |
| 2. November  | Aloïs Catteau                       | belgischer Radrennfahrer                                                                               | 62    |       |
| 2. November  | Alexander Harkavy                   | jiddischer Schriftsteller, Lexikograph und Linguist                                                    | 76    |       |
| 2. November  | John R. Lynch                       | US-amerikanischer Politiker                                                                            | 92    |       |
| 2. November  | Ernst Tappolet                      | Schweizer Romanist                                                                                     | 69    |       |
| 3. November  | Hugh Guthrie                        | kanadischer Politiker                                                                                  | 73    |       |
| 3. November  | Rudolf Heeger                       | deutsch-böhmischer Sozialdemokrat und Abgeordneter im tschechischen Parlament in Prag (1920–1938)      | 56    |       |
| 3. November  | Waldemar Lindgren                   | schwedisch-amerikanischer Geologe und Mineraloge                                                       | 79    |       |
| 4. November  | Emil Artmann                        | österreichischer Bauingenieur, Architekt und Hochschullehrer                                           | 68    |       |
| 4. November  | John Noel                           | US-amerikanischer Sportschütze                                                                         | 51    |       |
| 4. November  | Charles Tournemire                  | Komponist                                                                                              | 69    |       |
| 5. November  | Charles Barrois                     | französischer Geologe und Paläontologe                                                                 | 88    |       |
| 5. November  | Henry Correvon                      | Schweizer Schriftsteller und Gartenarchitekt                                                           | 85    |       |
| 5. November  | Elie-Antoine Durand                 | französischer Geistlicher und römisch-katholischer Bischof von Montauban                               | 51    |       |
| 5. November  | Bodo Kaltenboeck                    | österreichischer Schriftsteller                                                                        | 45    |       |
| 5. November  | Ernst Kredel sen.                   | deutscher Pädagoge und Schriftsteller                                                                  | 74    |       |
| 5. November  | Johannes Sigg                       | deutsch-schweizerischer Journalist und sozialdemokratischer Politiker                                  | 65    |       |
| 6. November  | James Bryson Baird                  | kanadischer Politiker (Manitoba)                                                                       | 80    |       |
| 6. November  | Aage Blumensaadt                    | dänischer Maler                                                                                        | 50    |       |
| 6. November  | Adolf Brütt                         | deutscher Bildhauer                                                                                    | 84    |       |
| 7. November  | William E. Chilton                  | US-amerikanischer Politiker                                                                            | 81    |       |
| 7. November  | Ernst Fanta                         | österreichischer Versicherungsmathematiker                                                             | 61    |       |
| 7. November  | Rudolf Kalmar senior                | österreichischer Journalist und Schriftsteller                                                         | 68    |       |
| 7. November  | John Murdoch                        | kanadischer Hammerwerfer britischer Herkunft                                                           | 54    |       |
| 7. November  | Caspar Clemens Pickel               | deutscher Architekt                                                                                    | 92    |       |
| 7. November  | Ralph Allen Sampson                 | britischer Astronom                                                                                    | 73    |       |
| 8. November  | Carl Esser                          | deutscher Zeitungsverleger                                                                             | 65    |       |
| 8. November  | August Peus                         | preußischer Landrat                                                                                    | 84    |       |
| 9. November  | Samuel Alschuler                    | US-amerikanischer Jurist und Politiker                                                                 | 79    |       |
| 9. November  | Georg Ellinger                      | deutscher Literaturwissenschaftler und Lehrer                                                          | 80    |       |
| 9. November  | Dirk Klop                           | niederländischer Geheimdienstoffizier                                                                  | 33    |       |
| 9. November  | Frederick Stapleton                 | britischer Schwimmer und Wasserballspieler                                                             | 62    |       |
| 9. November  | Friedrich Steudel                   | deutscher Theologe                                                                                     | 73    |       |
| 10. November | Samuel Adalberg                     | polnischer Literaturhistoriker und Sprachwissenschaftler                                               |       |       |
| 10. November | Georg Ernst von Bernstorff          | deutscher Großgrundbesitzer und Politiker (DHP), MdR                                                   | 69    |       |
| 10. November | Isa Bluette                         | italienische Schauspielerin                                                                            | 41    |       |
| 10. November | Charlotte Despard                   | britische Feministin und Pazifistin                                                                    | 95    |       |
| 10. November | Friedrich Eckstein                  | österreichischer Polyhistor, Literat, Mäzen und Theosoph                                               | 78    |       |
| 10. November | Etienne Girardot                    | britischer Film- und Theaterschauspieler                                                               | 83    |       |
| 10. November | Johannes Tropfke                    | deutscher Mathematiker                                                                                 | 73    |       |
| 11. November | Pedro Nolasco Cruz Vergara          | chilenischer Literaturkritiker, Autor und Politiker                                                    | 82    |       |
| 11. November | Walter Hoeft                        | römisch-katholischer Geistlicher und NS-Opfer                                                          | 33    |       |
| 11. November | Alicja Jadwiga Kotowska             | polnische Ordensschwester und Seliggesprochene                                                         | 39    |       |
| 11. November | Murakami Kagaku                     | japanischer Maler                                                                                      | 51    |       |
| 11. November | Jan Opletal                         | tschechoslowakischer Medizinstudent                                                                    | 24    |       |
| 11. November | Emil Rieck                          | deutscher Landschafts-, Genre- und Theatermaler                                                        | 87    |       |
| 11. November | Mykolas Sleževičius                 | litauischer Politiker und Premierminister                                                              | 57    |       |
| 11. November | Wassili Robertowitsch Wiljams       | russischer und sowjetischer Bodenkundler                                                               | 76    |       |
| 12. November | Norman Bethune                      | kanadischer Arzt                                                                                       | 49    |       |
| 12. November | Heinrich Finck von Finckenstein     | schlesischer Rittergutsbesitzer und Politiker                                                          | 84    |       |
| 12. November | Kubo Inokichi                       | japanischer HNO-Mediziner und Dichter (Waka, Haiku)                                                    | 64    |       |
| 12. November | Josef Mayrhofer                     | oberösterreichischer Politiker (CSP), Landtagsabgeordneter                                             | 52    |       |
| 12. November | Max Sering                          | deutscher Nationalökonom und Agrarwissenschaftler                                                      | 82    |       |
| 13. November | Alice Wanke                         | österreichische Illustratorin, Grafikerin, Malerin und Kunstgewerblerin                                | 66    |       |
| 13. November | Lois Weber                          | US-amerikanische Filmregisseurin                                                                       | 60    |       |
| 14. November | Oskar Bernhard                      | Schweizer Arzt                                                                                         | 78    |       |
| 14. November | Cyrenus Cole                        | US-amerikanischer Politiker                                                                            | 76    |       |
| 14. November | Edmund Fabry                        | deutscher Architekt, Maler und Grafiker                                                                | 47    |       |
| 14. November | J. Will Taylor                      | US-amerikanischer Politiker                                                                            | 59    |       |
| 15. November | Frank Johnson Goodnow               | US-amerikanischer Rechts- und Politikwissenschaftler                                                   | 80    |       |
| 15. November | Murray Guggenheim                   | US-amerikanischer Industrieller und Philanthrop                                                        | 81    |       |
| 15. November | Johannes Hoeffel                    | deutscher Mediziner, Bürgermeister und Politiker, MdR                                                  | 89    |       |
| 15. November | Richard Schmidt                     | deutscher Indologe, Übersetzer und Hochschullehrer                                                     | 73    |       |
| 15. November | Charles David Soar                  | britischer Zoologe                                                                                     |       |       |
| 15. November | Karl Tuppy                          | österreichischer Jurist                                                                                | 59    |       |
| 15. November | Ernst Vits                          | evangelischer Hof- und Domprediger in Berlin sowie Generalsuperintendent der Neumark und Niederlausitz | 71    |       |
| 15. November | Laura Witte                         | deutsche Frauenrechtlerin                                                                              | 70    |       |
| 16. November | Pierce Butler                       | US-amerikanischer Jurist                                                                               | 73    |       |
| 16. November | Anton Leipold                       | deutscher Architekt                                                                                    | 69    |       |
| 16. November | Aurelio Mosquera Narváez            | ecuadorianischer Mediziner und Politiker                                                               | 56    |       |
| 17. November | Christoph Drecoll                   | deutscher Couturier                                                                                    | 87    |       |
| 17. November | Fritz Rechberg                      | deutscher Unternehmer                                                                                  | 71    |       |
| 17. November | Julie Schrader                      | deutsche Schriftstellerin                                                                              | 57    |       |
| 17. November | Tanaka Chigaku                      | japanischer Prediger und Nationalist                                                                   | 77    |       |
| 18. November | Hermann von Dewitz                  | deutscher Offizier, Rittergutsbesitzer und Politiker, MdR                                              | 84    |       |
| 18. November | Eduard Fischer                      | Schweizer Botaniker                                                                                    | 78    |       |
| 18. November | Wilhelmine Holmboe-Schenström       | norwegische Mezzosopranistin und Konzertsängerin                                                       | 97    |       |
| 18. November | Martha Müller-Grählert              | deutsche Schriftstellerin                                                                              | 62    |       |
| 18. November | Maurice Renard                      | französischer Schriftsteller und Jurist                                                                | 64    |       |
| 18. November | William H. Ryan                     | US-amerikanischer Politiker                                                                            | 79    |       |
| 19. November | Hilmar von dem Bussche-Haddenhausen | deutscher Diplomat                                                                                     | 72    |       |
| 19. November | Karl Seß                            | deutscher Politiker (SPD, USPD, KPD), MdHB                                                             | 84    |       |
| 20. November | Borghild Bryhn-Langgaard            | norwegische Opernsängerin und Musikpädagogin                                                           | 56    |       |
| 20. November | Leopoldo Lara y Torres              | mexikanischer Geistlicher, Bischof von Tacámbaro                                                       | 65    |       |
| 20. November | Alfred Ottokar Lorenz               | deutscher Musikwissenschaftler                                                                         | 71    |       |
| 20. November | Paul Weinheber                      | deutscher Politiker (SPD)Weidt, Helmut, Hamburger Senator                                              | 72    |       |
| 20. November | Róbert Zselénszky                   | ungarischer Politiker und Großgrundbesitzer                                                            | 89    |       |
| 21. November | Gustav Brühl                        | deutscher Ohrenarzt                                                                                    | 68    |       |
| 21. November | Jérôme Franel                       | Schweizer Mathematiker                                                                                 | 79    |       |
| 21. November | Jean Plattard                       | französischer Romanist                                                                                 | 66    |       |
| 22. November | Johannes Paul Aeltermann            | römisch-katholischer Geistlicher und NS-Opfer                                                          | 63    |       |
| 22. November | Daudi Chwa II.                      | Kabaka von Buganda                                                                                     | 43    |       |
| 22. November | Oskar Erich Meyer                   | deutscher Geologe, Paläontologe, Bergsteiger und Autor                                                 | 56    |       |
| 22. November | Rudolf Ortmann                      | österreichischer Pädagoge, Schulleiter und Ministerialbeamter                                          | 65    |       |
| 23. November | Artur Bodanzky                      | österreichisch-US-amerikanischer Violinist, Konzertdirigent und Kapellmeister                          | 61    |       |
| 23. November | Max Hinsche                         | deutscher Naturwissenschaftler, Schriftsteller und Präparator                                          | 43    |       |
| 23. November | Bruno Marwitz                       | deutscher Jurist                                                                                       | 69    |       |
| 24. November | Wilhelm Knoblauch                   | hessischer Politiker (SPD Hessen), Landtagsabgeordneter Volksstaat Hessen                              | 65    |       |
| 25. November | Josef Engel de Jánosi               | ungarischer Musikschriftsteller und Kunstsammler                                                       | 88    |       |
| 25. November | Elbert Lee Trinkle                  | US-amerikanischer Politiker                                                                            | 63    |       |
| 25. November | Wilfred Trotter                     | britischer Neurochirurg und Sozialpsychologe                                                           | 67    |       |
| 26. November | Tom Bridges                         | britischer Generalleutnant und Gouverneur von South Australia                                          | 68    |       |
| 26. November | Friedrich Kipper                    | deutscher Mediziner                                                                                    | 53    |       |
| 26. November | Hermann Julius Kolbe                | deutscher Entomologe                                                                                   | 84    |       |
| 26. November | Arne Novák                          | tschechischer Literarhistoriker und Literaturkritiker, Germanist und Bohemist                          | 59    |       |
| 26. November | Carl Wodrig                         | deutscher Vizeadmiral der Kaiserlichen Marine                                                          | 88    |       |
| 26. November | Bohumil Zahradník-Brodský           | tschechischer Schriftsteller, Autor von Romanen und Kurzgeschichten                                    | 77    |       |
| 27. November | Ernst Maria Fischer                 | deutscher Maler                                                                                        | 32    |       |
| 27. November | Ernest Arthur Gardner               | britischer Klassischer Archäologe                                                                      | 77    |       |
| 27. November | Gustav Nötzold                      | deutscher Mundartdichter des Erzgebirges                                                               | 68    |       |
| 27. November | Leta Stetter Hollingworth           | US-amerikanische Psychologin                                                                           | 53    |       |
| 27. November | Hans Süßmann                        | deutscher lutherischer Theologe und Generalsuperintendent der Generaldiözesen Aurich und Hannover      | 77    |       |
| 27. November | Friedrich Tischer                   | tschechoslowakischer Politiker (SdP)                                                                   | 65    |       |
| 28. November | Maud Mary Brindley                  | englisch-britische Künstlerin und Suffragette                                                          | 73    |       |
| 28. November | James Naismith                      | kanadischer Arzt und Pädagoge sowie Erfinder der Sportart Basketball                                   | 78    |       |
| 28. November | Manfred von Richthofen              | preußischer Offizier, zuletzt General der Kavallerie im Ersten Weltkrieg                               | 84    |       |
| 29. November | Eugen Kolisko                       | österreichischer Anthroposoph, Arzt und Waldorfschullehrer                                             | 46    |       |
| 29. November | Marie von Baden                     | Prinzessin von Baden, durch Heirat Herzogin von Anhalt                                                 | 74    |       |
| 29. November | Philipp Scheidemann                 | deutscher Politiker (SPD), MdR                                                                         | 74    |       |
| 30. November | Ruben Brainin                       | hebräischer und jiddischer Schriftsteller und Literaturkritiker                                        | 77    |       |
| 30. November | Georg Ludwig von Oldenburg          | preußischer Offizier und Regent                                                                        | 84    |       |
| 30. November | Oscar Schlitter                     | deutscher Bankier                                                                                      | 71    |       |
| 30. November | Wilhelm Scholz                      | deutscher Schriftsteller, Antiquar und Redakteur                                                       | 76    |       |
| 30. November | Max Skladanowsky                    | deutscher Filmpionier                                                                                  | 76    |       |

## Dezember
| Tag          | Name                                            | Beruf, bekannt als                                                                                     | Alter | Beleg |
| ------------ | ----------------------------------------------- | --- | ----- | ----- |
| 1. Dezember  | Nataly von Eschstruth                           | deutsche Schriftstellerin                                                                              | 79    |       |
| 1. Dezember  | August Max Fiedler                              | deutscher Dirigent, Komponist und Pianist                                                              | 79    |       |
| 1. Dezember  | Hermann Göschler                                | österreichischer Zeuge Jehovas                                                                         | 24    |       |
| 1. Dezember  | Melchior von Hugo                               | deutscher Offizier, Maler und Bildhauer                                                                | 67    |       |
| 1. Dezember  | Jean Roux                                       | Schweizer Zoologe                                                                                      | 63    |       |
| 2. Dezember  | Max Greil                                       | deutscher Landespolitiker (USPD/SPD) und Bildungsreformer                                              | 62    |       |
| 2. Dezember  | Franz Mattischek                                | österreichischer Zeuge Jehovas                                                                         | 24    |       |
| 2. Dezember  | Oskar Pisko                                     | Rechtswissenschaftler                                                                                  | 63    |       |
| 2. Dezember  | Joseph Schnitzer                                | deutscher katholischer Theologe und Kirchenhistoriker                                                  | 80    |       |
| 2. Dezember  | Alexander Tschirch                              | deutscher Pharmaziewissenschaftler                                                                     | 83    |       |
| 3. Dezember  | Franz Kretschmer                                | deutscher Dirigent und Komponist                                                                       |       |       |
| 3. Dezember  | Hermann Lange                                   | deutscher Maler und Grafiker                                                                           | 49    |       |
| 3. Dezember  | Louise, Duchess of Argyll                       | Tochter von Königin Victoria                                                                           | 91    |       |
| 3. Dezember  | Hans Ziemann                                    | deutscher Tropenmediziner                                                                              | 74    |       |
| 4. Dezember  | Walter Haeckel                                  | deutscher Maler                                                                                        | 71    |       |
| 4. Dezember  | Wu Peifu                                        | chinesischer Warlord                                                                                   | 65    |       |
| 5. Dezember  | Julius Dedual                                   | Schweizer Jurist und Politiker                                                                         | 75    |       |
| 5. Dezember  | Walter Hempel                                   | deutscher Fußballspieler                                                                               | 52    |       |
| 5. Dezember  | Santiago Iglesias                               | puerto-ricanischer Politiker                                                                           | 67    |       |
| 5. Dezember  | Hasan Tahsin Uzer                               | Vali im Osmanischen Reich, Abgeordneter in der Türkei                                                  | 61    |       |
| 6. Dezember  | Ernest Scott                                    | englisch-australischer Historiker, Journalist, Autor und Theosoph                                      | 72    |       |
| 6. Dezember  | Curt Stoeving                                   | deutscher Maler, Zeichner, Architekt, Bildhauer und Kunstgewerbler                                     | 76    |       |
| 7. Dezember  | Emilia Unda                                     | Schauspielerin                                                                                         | 60    |       |
| 8. Dezember  | Robert De Veen                                  | belgischer Fußballspieler und -trainer                                                                 | 53    |       |
| 8. Dezember  | Jean Grave                                      | französischer Anarchist                                                                                | 85    |       |
| 8. Dezember  | Gisbert von Romberg                             | deutscher Diplomat                                                                                     | 73    |       |
| 8. Dezember  | Ernest Schelling                                | US-amerikanischer Komponist, Pianist und Dirigent                                                      | 61    |       |
| 8. Dezember  | Franz Sondinger                                 | deutscher Regisseur, Schauspieler, Intendant und Schriftsteller                                        | 43    |       |
| 8. Dezember  | Ferdinand von Uexküll-Güldenband                | deutschbaltischer Journalist und Minderheitenfunktionär                                                | 49    |       |
| 8. Dezember  | Karl Waegner                                    | deutsch-russischer Unfallchirurg und Orthopäde                                                         | 74    |       |
| 9. Dezember  | Rudolf Postl                                    | österreichischer Apotheker und Politiker, Landtagsabgeordneter und letzter Bürgermeister von Ebelsberg | 77    |       |
| 9. Dezember  | Otto Redlich                                    | deutscher Historiker und Archivar                                                                      | 75    |       |
| 10. Dezember | John Grieb                                      | US-amerikanischer Turner und Zehnkämpfer                                                               | 60    |       |
| 10. Dezember | Wilhelm Grosz                                   | österreichischer Musiker und Komponist von E- und U-Musik                                              | 45    |       |
| 10. Dezember | Heinrich Schütte                                | deutscher Geologe                                                                                      | 75    |       |
| 11. Dezember | Heinrich Rodewald                               | deutscher evangelischer Theologe und Kirchengeschichtler                                               | 70    |       |
| 11. Dezember | Paul Schürch                                    | Schweizer Landschafts-, Genre- und Porträtmaler                                                        | 53    |       |
| 12. Dezember | Gerhard Bakenhus                                | deutscher Maler                                                                                        | 78    |       |
| 12. Dezember | Douglas Fairbanks senior                        | US-amerikanischer Schauspieler                                                                         | 56    |       |
| 12. Dezember | Kolë Idromeno                                   | albanischer Künstler                                                                                   | 79    |       |
| 12. Dezember | Ernst Kunwald                                   | österreichischer Dirigent                                                                              | 71    |       |
| 12. Dezember | Carl E. Mapes                                   | US-amerikanischer Politiker                                                                            | 64    |       |
| 12. Dezember | Georg Hermann Stoltz                            | deutscher Unternehmer                                                                                  |       |       |
| 13. Dezember | Julius Gehl                                     | deutscher Politiker (SPD), Präsident des Volkstages der Freien Stadt Danzig                            | 70    |       |
| 13. Dezember | Philipp von Hellingrath                         | bayerischer General der Kavallerie sowie Kriegsminister                                                | 77    |       |
| 13. Dezember | Gildardo Magaña                                 | mexikanischer Revolutionär und Politiker                                                               | 48    |       |
| 13. Dezember | Hans Wislicenus                                 | deutscher Maler                                                                                        | 75    |       |
| 14. Dezember | Marie Dietrich                                  | deutsche Opernsängerin (Sopran) und Gesangspädagogin                                                   | 71    |       |
| 14. Dezember | Frieda Kretschmann-Winckelmann                  | deutsche Malerin, Grafikerin und Bildhauerin                                                           | 69    |       |
| 14. Dezember | Helene Kröller-Müller                           | deutschstämmige Kunstsammlerin                                                                         | 70    |       |
| 14. Dezember | Nathan Leroy Strong                             | US-amerikanischer Politiker                                                                            | 80    |       |
| 14. Dezember | Lilli Wislicenus-Finzelberg                     | deutsche Bildhauerin                                                                                   | 67    |       |
| 15. Dezember | Bernd von Arnim                                 | preußischer Staatsminister                                                                             | 89    |       |
| 16. Dezember | Alois Albert                                    | deutscher Politiker (BVP), MdR                                                                         | 59    |       |
| 16. Dezember | Juan Demóstenes Arosemena Barreati              | 17. Präsident von Panama                                                                               | 60    |       |
| 16. Dezember | Beryl F. Carroll                                | US-amerikanischer Politiker                                                                            | 79    |       |
| 16. Dezember | Anton Niessing                                  | deutscher Maler                                                                                        | 78    |       |
| 16. Dezember | Josef Schmitt                                   | deutscher Jurist und Politiker (Zentrum), MdR                                                          | 65    |       |
| 16. Dezember | Otto Stenroth                                   | finnischer Politiker                                                                                   | 78    |       |
| 16. Dezember | George L. Yaple                                 | amerikanischer Politiker                                                                               | 88    |       |
| 17. Dezember | Einar Billing                                   | schwedischer Theologe, Universitätsprofessor und Bischof                                               | 68    |       |
| 17. Dezember | Johannes Achton Friis                           | dänischer Zeichner und Maler                                                                           | 68    |       |
| 17. Dezember | Thetus W. Sims                                  | US-amerikanischer Politiker                                                                            | 87    |       |
| 17. Dezember | William I. Sirovich                             | US-amerikanischer Arzt und Politiker                                                                   | 57    |       |
| 18. Dezember | Paul Bretschneider                              | deutscher Ingenieur                                                                                    | 67    |       |
| 18. Dezember | Heywood Broun                                   | US-amerikanischer Sportjournalist und Kritiker                                                         | 51    |       |
| 18. Dezember | Sigmund Erk                                     | deutscher technischer Physiker                                                                         | 44    |       |
| 18. Dezember | Ernest Lawson                                   | kanadisch-amerikanischer Maler                                                                         | 66    |       |
| 18. Dezember | Bruno Liljefors                                 | schwedischer Maler                                                                                     | 79    |       |
| 18. Dezember | Adolf Schlettwein                               | deutscher Jurist und Staatsbeamter                                                                     | 67    |       |
| 19. Dezember | Eric Fogg                                       | britischer Komponist, Organist, Pianist und Dirigent                                                   | 36    |       |
| 19. Dezember | Dmitri Alexandrowitsch Grawe                    | russischer und ukrainischer Mathematiker                                                               | 76    |       |
| 19. Dezember | Gunnerius Ingvald Isachsen                      | norwegischer Polarforscher                                                                             | 71    |       |
| 19. Dezember | Alvah Meyer                                     | US-amerikanischer Leichtathlet                                                                         | 51    |       |
| 19. Dezember | Madeleine Pelletier                             | französische Frauenrechtlerin                                                                          | 65    |       |
| 19. Dezember | Karl Wagenfeld                                  | deutscher Dichter                                                                                      | 70    |       |
| 20. Dezember | Erwin Bock                                      | deutscher Widerstandskämpfer gegen den Nationalsozialismus                                             | 31    |       |
| 20. Dezember | Matilda Howell                                  | US-amerikanische Bogenschützin                                                                         | 80    |       |
| 20. Dezember | Ughtred Kay-Shuttleworth, 1. Baron Shuttleworth | britischer Politiker, Abgeordneter des House of Commons und Mitglied des House of Lords                | 95    |       |
| 20. Dezember | Hans Langsdorff                                 | deutscher Marineoffizier und Kommandant                                                                | 45    |       |
| 20. Dezember | Philippe Van Volckxsom                          | belgischer Eishockeyspieler, Eisschnellläufer und Ruderer                                              | 42    |       |
| 21. Dezember | Otto Henrich                                    | deutscher Ingenieur und Unternehmer                                                                    | 68    |       |
| 21. Dezember | Ludwig Hopf                                     | deutscher Mathematiker                                                                                 | 55    |       |
| 21. Dezember | Østen Østensen                                  | norwegischer Sportschütze                                                                              | 61    |       |
| 22. Dezember | Ma Rainey                                       | Bluessängerin                                                                                          | 53    |       |
| 22. Dezember | Ludwig Schmieder                                | deutscher Bauingenieur, Architekt und Fachbuchautor                                                    | 55    |       |
| 23. Dezember | Michał Borowski                                 | polnischer Admiral                                                                                     | 67    |       |
| 23. Dezember | Anton Herman Gerard Fokker                      | niederländischer Flugzeugbauer                                                                         | 49    |       |
| 23. Dezember | Josef Häusle                                    | österreichischer Priester, Theologe und Naturheilkundler                                               | 79    |       |
| 23. Dezember | John Andrew Martin                              | US-amerikanischer Politiker                                                                            | 71    |       |
| 23. Dezember | Peter von Mentzingen                            | deutscher Politiker                                                                                    | 85    |       |
| 23. Dezember | Milton William Shreve                           | US-amerikanischer Politiker                                                                            | 81    |       |
| 24. Dezember | Jakob Escher-Bürkli                             | Schweizer Klassischer Philologe und Topograph                                                          | 75    |       |
| 24. Dezember | Louise Fraenkel-Hahn                            | österreichische Malerin und Grafikerin                                                                 | 61    |       |
| 24. Dezember | Walter Gordon                                   | deutscher Physiker                                                                                     | 46    |       |
| 25. Dezember | Blanche Corelli                                 | deutsche Sängerin und Gesangspädagogin                                                                 | 86    |       |
| 25. Dezember | Alfred Wohl                                     | deutscher Chemiker                                                                                     | 76    |       |
| 26. Dezember | James Jefferson Britt                           | US-amerikanischer Politiker                                                                            | 78    |       |
| 26. Dezember | Fritz Hellmuth                                  | österreichischer Schriftsteller                                                                        | 61    |       |
| 26. Dezember | Rudolf Leyrer                                   | österreichischer Theaterschauspieler                                                                   | 82    |       |
| 26. Dezember | Carl Schall                                     | deutscher Chemiker                                                                                     | 83    |       |
| 27. Dezember | Hermann Häfker                                  | deutscher Schriftsteller                                                                               | 66    |       |
| 27. Dezember | Ernst Jencquel                                  | deutscher Ruderer                                                                                      | 60    |       |
| 27. Dezember | Gilberto Marley                                 | italienischer Radrennfahrer                                                                            | 68    |       |
| 28. Dezember | Stanisław Estreicher                            | polnischer Rechtshistoriker, Bibliograph und Politiker                                                 | 70    |       |
| 28. Dezember | Hermann Frahm                                   | deutscher Maschinen- und Schiffbauer                                                                   | 72    |       |
| 28. Dezember | Julius Frei                                     | Schweizer Politiker (FDP)                                                                              | 65    |       |
| 28. Dezember | Emil Goll                                       | deutscher Politiker (DFP, DDP, DStP), MdL                                                              | 74    |       |
| 28. Dezember | Paul Landenberger                               | deutscher Uhrenfabrikant                                                                               | 91    |       |
| 30. Dezember | Ernst Ahlers                                    | deutscher evangelisch-lutherischer Geistlicher, Pädagoge und Autor                                     | 89    |       |
| 30. Dezember | Charles Mintz                                   | US-amerikanischer Filmproduzent                                                                        | 50    |       |
| 31. Dezember | Frank Benson                                    | englischer Schauspieler und Tennisspieler                                                              | 81    |       |
| 31. Dezember | Sara Louisa Blomfield                           | englische Bahai, Autorin                                                                               | ≈ 80  |       |
| 31. Dezember | Mary von Bothmer                                | britisch-deutsche Schriftstellerin                                                                     | 80    |       |
| 31. Dezember | Eberhard von Garnier                            | deutscher Vermögensverwalter, Bankmanager und Verbandsfunktionär                                       | 58    |       |
| 31. Dezember | Arsène Pujo                                     | US-amerikanischer Politiker                                                                            | 78    |       |
| 31. Dezember | Georg Wertheim                                  | deutscher Kaufmann                                                                                     | 82    |       |
|              | Julius Chmel                                    | österreichischer Sänger, Gesangslehrer sowie Musikverleger                                             | 85    |       |